# 制革者广场

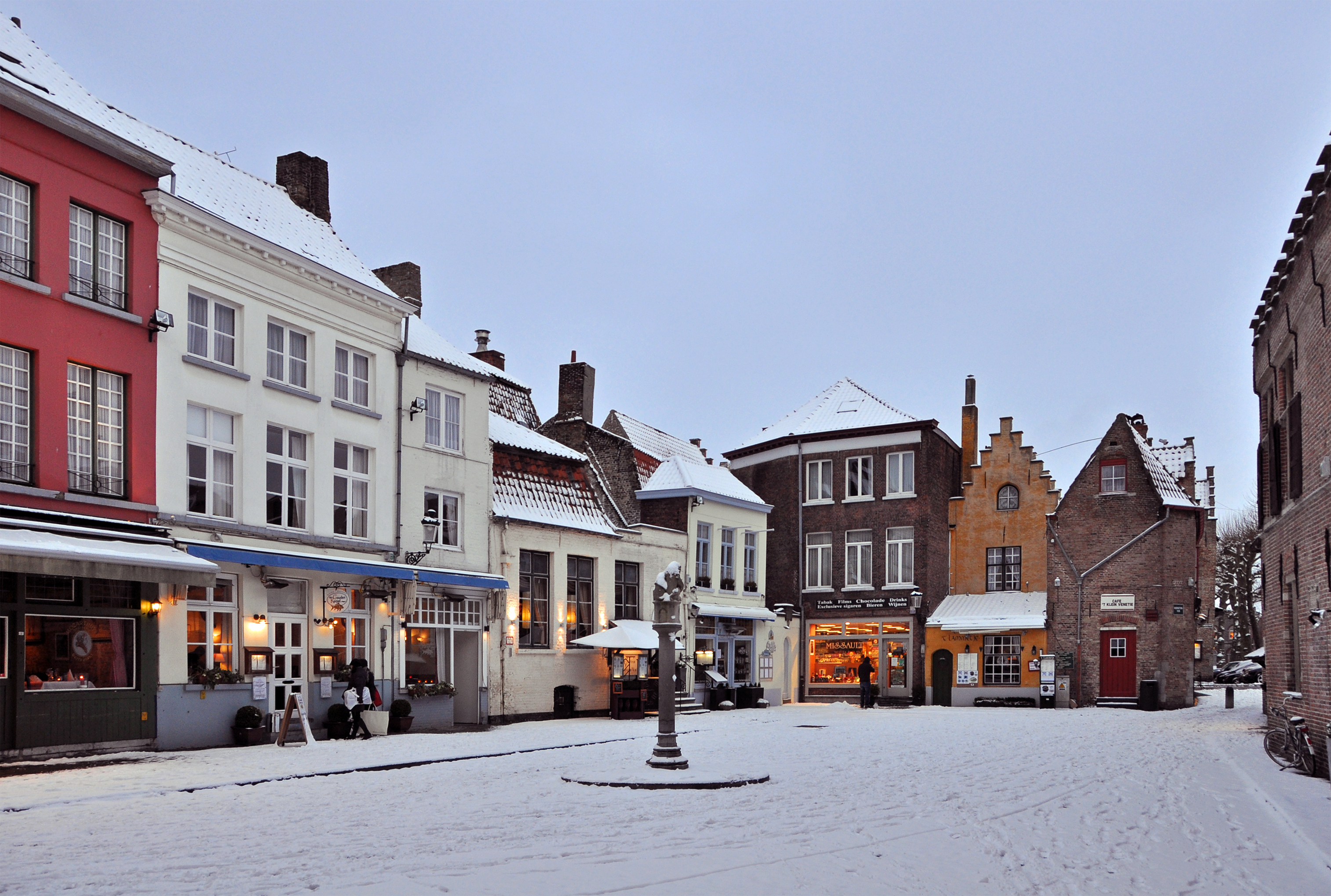
制革者广场

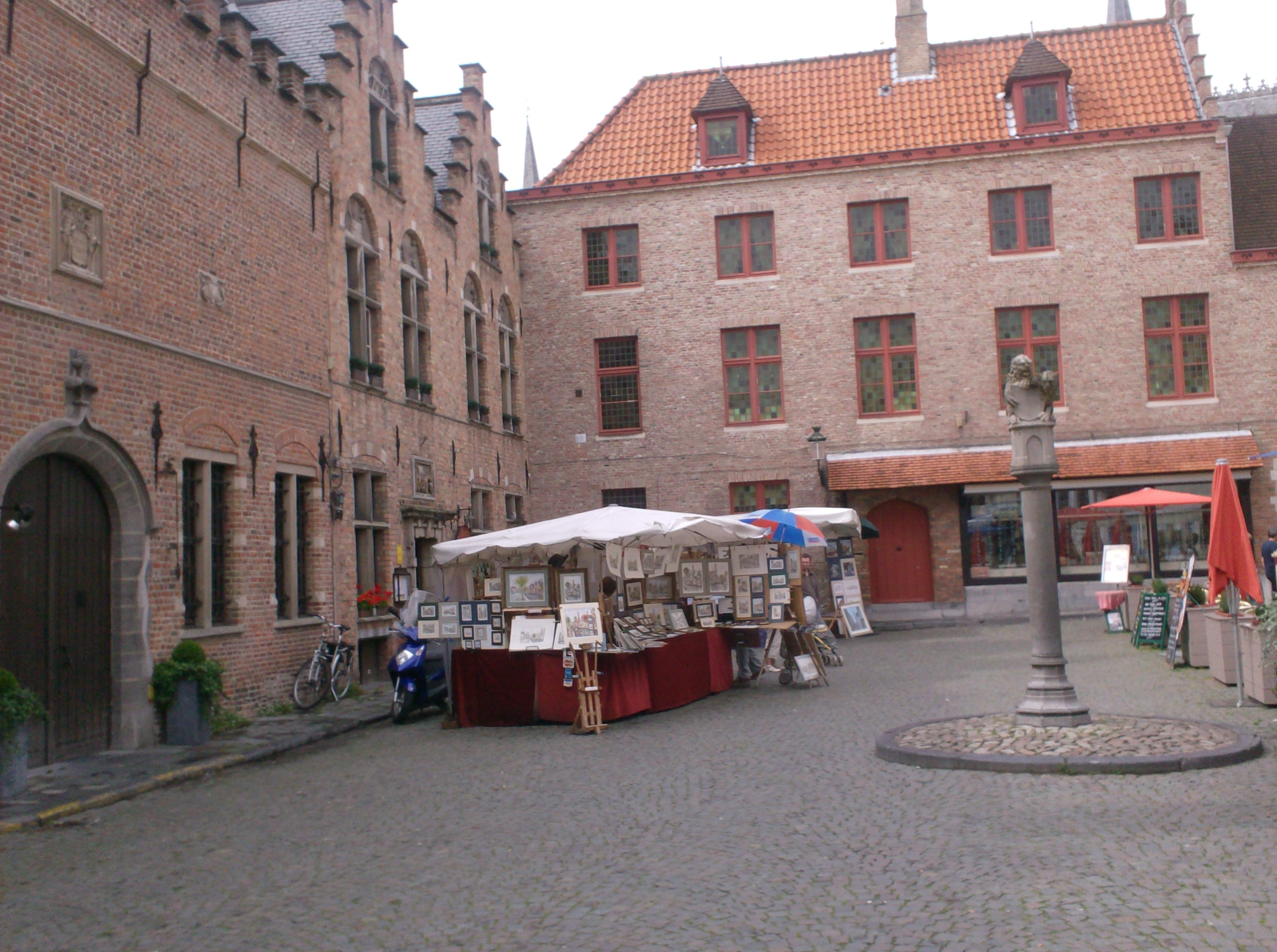
制革者广场

制革者广场（Huidenvettersplein）位于比利时布鲁日的中心，是一处旅游景点。
前往制革者广场，可以从城堡广场，经盲驴街（Blinde Ezelstraat）、Braambergstraat或玫瑰码头。由于它是封闭的，规模又不大，所以更像是一个庭院而非公共场所。